# Bibimbap
Il bibimbap (비빔밥?, letteralmente "riso mescolato") è un piatto coreano che si presenta come un misto di bap (un riso o altro cereale bollito fino a completa essiccatura dell'acqua) e verdure, e talvolta uova e carne di manzo o pollo, con l'aggiunta di gochujang (pasta di peperoncino), olio di semi di sesamo e salsa di soia o pasta di soia.
Una variante molto conosciuta è servita in una ciotola in pietra (돌솥?, dolsotLR) molto calda, nella quale gli ingredienti vengono mescolati insieme. Nel 2011 si è classificato al quarantesimo posto nel sondaggio del lettori di CNN Travel sui cibi più buoni del mondo.

## Storia
Il nome bibimbap fu adottato all'inizio del ventesimo secolo. Dal periodo Joseon fino ad allora, era chiamato goldongban, "riso fatto mischiando vari tipi di cibi". Veniva consumato alla vigilia dell'anno nuovo per terminare tutti gli avanzi; era inoltre il pranzo del re, o uno spuntino che gli veniva servito tra un pasto e l'altro.
Il bibimbap viene nominato per la prima volta nel Siuijeonseo, un ricettario anonimo del tardo XIX secolo, con il nome bubuimbap (부븸밥?). Alcuni studiosi affermano che nasca dalla pratica tradizionale di mischiare in una ciotola tutte le offerte di cibo dei riti ancestrali prima di parteciparvi. Dal tardo XX secolo il bibimbap si è diffuso in vari paesi per la sua comodità di preparazione; viene inoltre servito su alcune linee aeree dirette in Corea del Sud.

## Preparazione

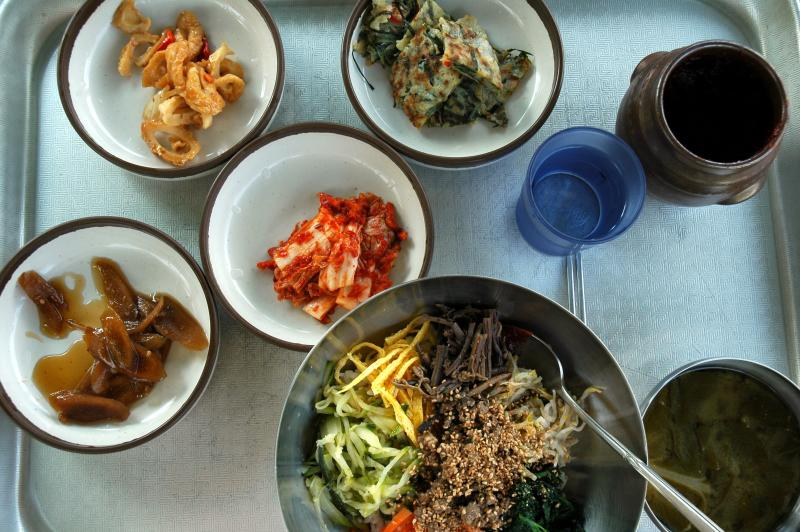
Una selezione di ingredienti per fare il bibimbap.

Le verdure usate comunemente nel bibimbap sono cetrioli, zucchine, daikon coreano, funghi, radici di campanula e alghe gim tagliati alla julienne, oltre a spinaci, germogli di soia e steli di felce. Può essere aggiunto del tofu (normale o saltato) oppure una foglia di lattuga, mentre carne di pollo e frutti di mare fungono talvolta da sostituti della carne di manzo. Per un miglior impatto visivo, le verdure sono spesso posizionate in modo che i colori vicini si completino a vicenda. Nella versione sudcoreana, vengono aggiunti olio di sesamo, pasta di peperoncino e semi di sesamo.
Gli ingredienti del bibimbap sono ricchi di simbolismi. Il nero e i colori scuri (funghi shiitake, felci, lattuga di mare) rappresentano il nord e i reni. Rosso o arancione (peperoncini, carote, giuggiole) indicano il sud e il cuore. Il verde (cetrioli e spinaci) simboleggia l'est e il fegato. Il bianco (germogli di soia, ravanelli, riso) rappresenta l'ovest e i polmoni. Il giallo (zucche, patate, uova) indica il centro e lo stomaco.

## Varianti
- Bibimbap con tartare di manzo (yukhoe-bibimbap)
- Bibimbap con lumache d'acqua dolce e pasta di soia (ureong-doenjang-bibimbap)
- Bibimbap in pentola di pietra calda (돌솥 비빔밥?, dolsot bibimbapLR): il bibimbap viene servito in una pentola di pietra molto calda, sui cui bordi bollenti viene cotto un uovo. Prima di mettere il bap nella pentola, il fondo viene unto di olio di sesamo, così il riso che viene a contatto con esso diventa croccante e marroncino.
- Bibimbap di Jeonju (Jeonju-bibimbap): il riso viene cotto in brodo di ossa di manzo, e le guarnizioni aggiunte raggiungono la trentina. Quelle che vengono sempre utilizzate sono tre: germogli di soia, gelatina di fagioli mungo gialli e tartare di manzo. È una variante famosa in tutta la Corea[13].
- Bibimbap di Tongyeong (Tongyeong-bibimbap): il riso viene mescolato con gamberi, vongole e cozze, oppure con ascidie.
- Bibimbap di Jinju (Jinju-bibimbap): viene servito con verdure, tra cui felci e germogli di fagiolo, carne macinata cruda condita con salsa di soia, gelatina di fagioli mungo e salsa di peperoncino.
- Bibibamp con pesce crudo (hoe-deopbap)
- Bibimbap con uova di pesce (albap)
- Bibimbap con maiale piccante (jeyuk-bibimbap)
- Bibimbap con germogli (saessak-bibimbap)
- Bibimbap con verdure selvatiche (sanchae-bibimbap)

Esistono numerose altre varianti di bibimbap, come quello in ciotola di ottone.

## Galleria d'immagini

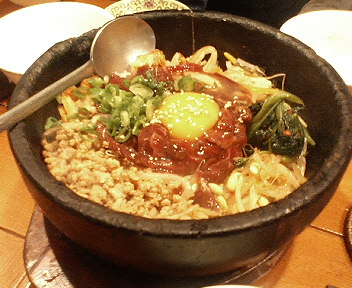
Bibimbap con tartare di manzo.
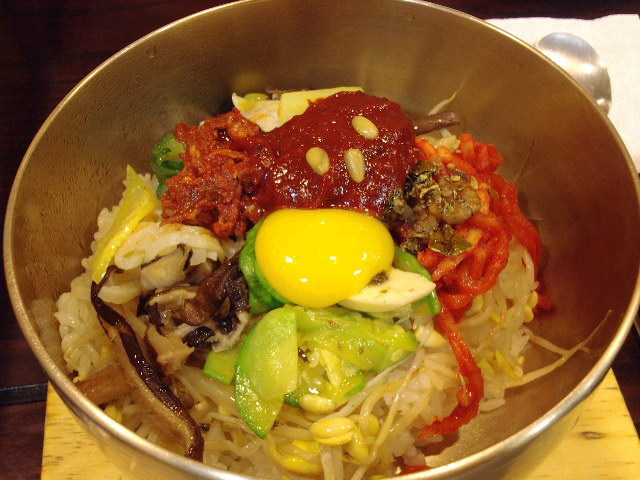
Bibimbap di Jeonju.
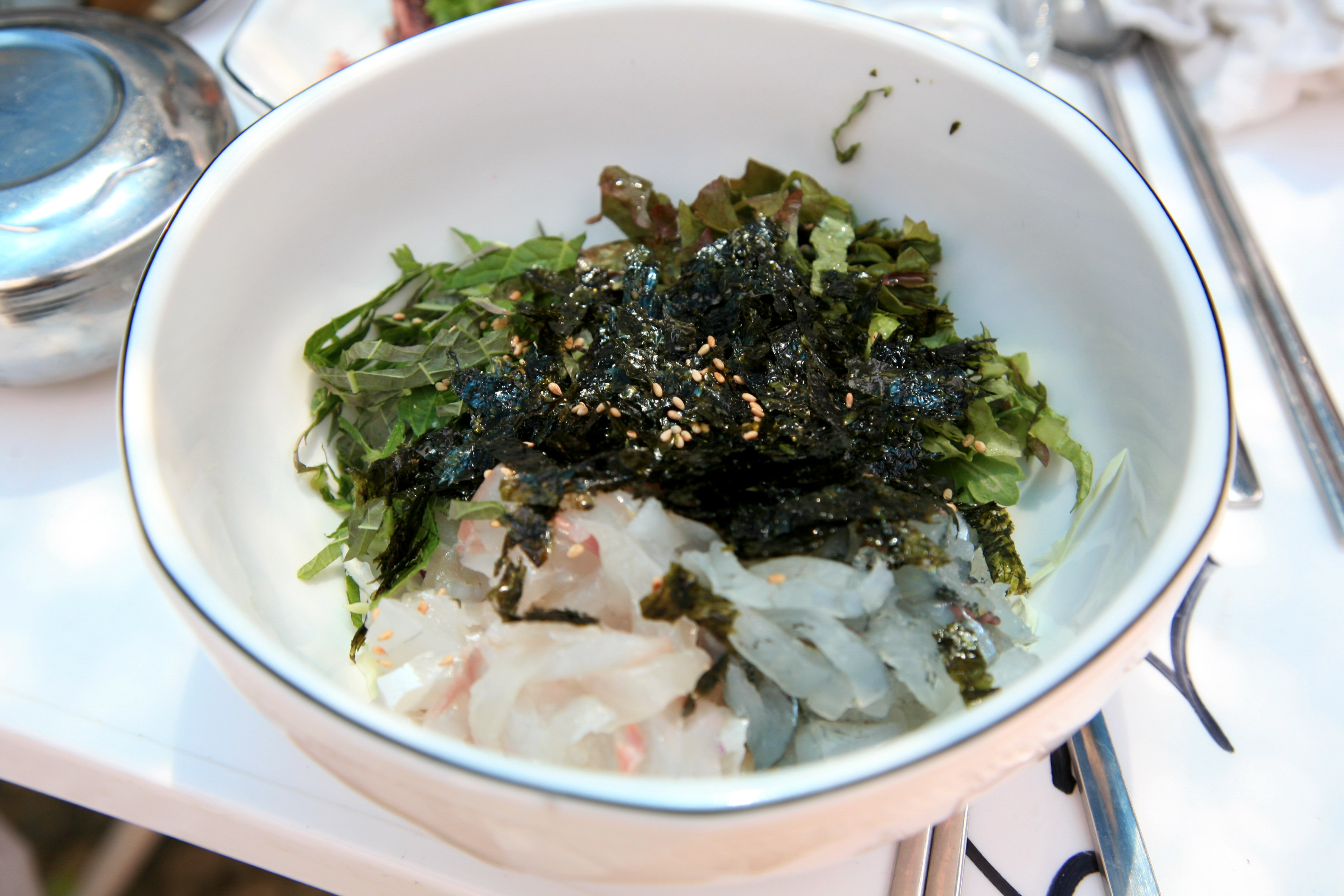
Bibimbap di Tongyeong con pesce crudo.
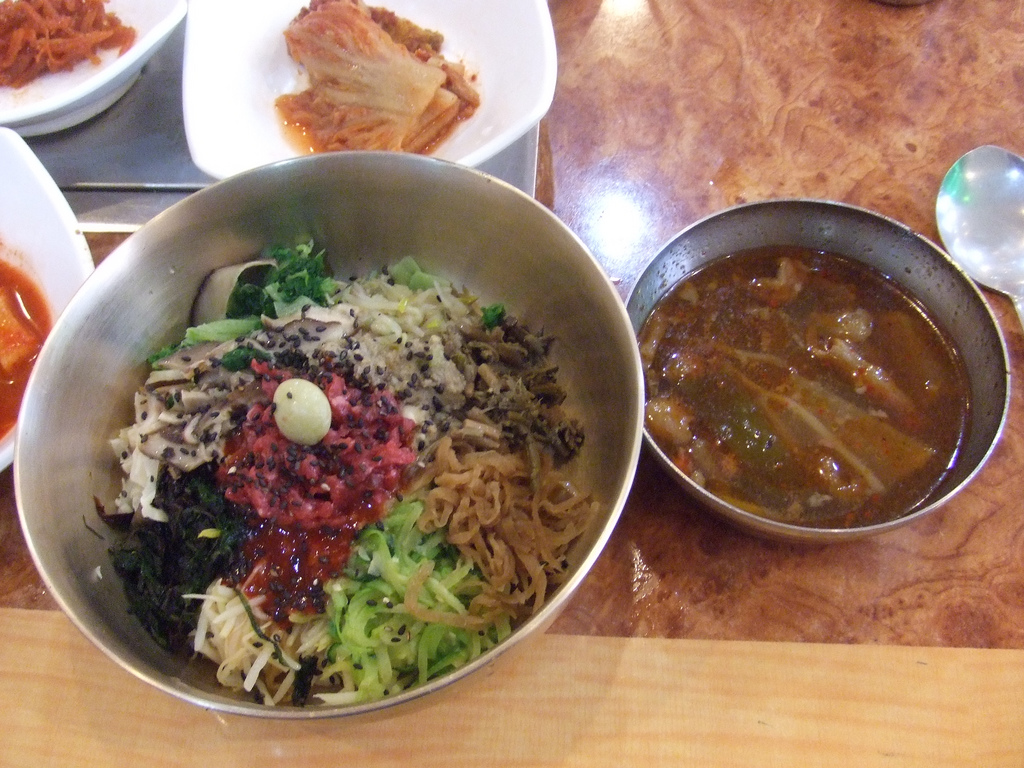
Bibimbap di Jinju.
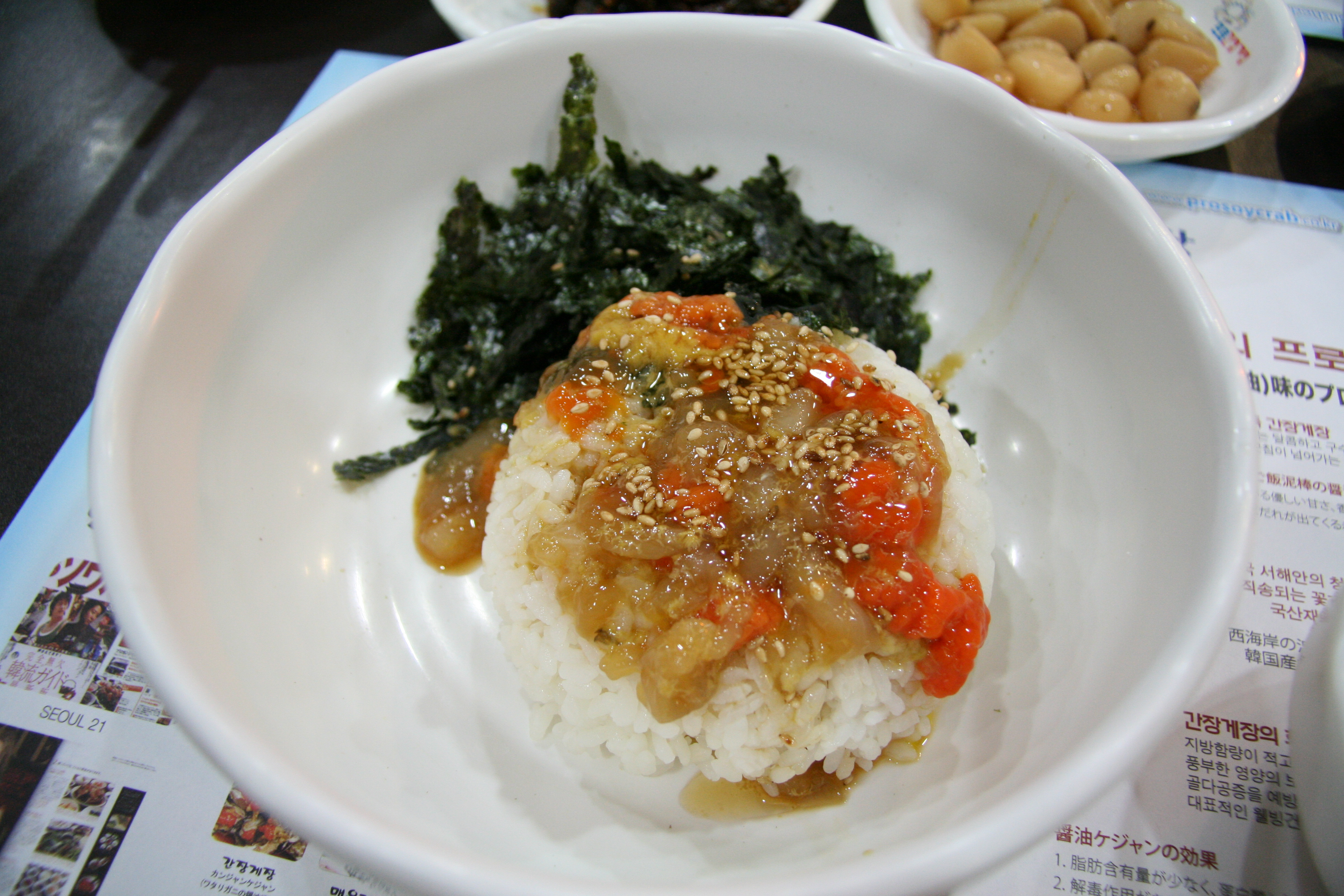
Bibimbap con uova di granchio.